# Маунт-Кобб (Пенсільванія)
Маунт-Кобб (англ. Mount Cobb) — переписна місцевість (CDP) в США, в окрузі Лекаванна штату Пенсільванія. Населення — 1763 особи (2020).

## Географія
Маунт-Кобб розташований за координатами 41°25′34″ пн. ш. 75°29′51″ зх. д. / 41.42611° пн. ш. 75.49750° зх. д. (41.426056, -75.497579).  За даними Бюро перепису населення США в 2010 році переписна місцевість мала площу 18,90 км², з яких 18,49 км² — суходіл та 0,41 км² — водойми.

## Демографія
Згідно з переписом 2010 року, у переписній місцевості мешкало 1799 осіб у 696 домогосподарствах у складі 529 родин. Густота населення становила 95 осіб/км².  Було 826 помешкань (44/км²).
Расовий склад населення:
| - 98,5 % — білих - 0,4 % — азіатів - 0,3 % — чорних або афроамериканців - 0,1 % — корінних американців |

До двох чи більше рас належало 0,7 %. Частка іспаномовних становила 0,8 % від усіх жителів.
За віковим діапазоном населення розподілялося таким чином: 21,3 % — особи молодші 18 років, 64,4 % — особи у віці 18—64 років, 14,3 % — особи у віці 65 років та старші. Медіана віку мешканця становила 44,6 року. На 100 осіб жіночої статі у переписній місцевості припадало 102,4 чоловіків;  на 100 жінок у віці від 18 років та старших — 99,0 чоловіків також старших 18 років.
Середній дохід на одне домашнє господарство  становив 59 172 долари США (медіана — 57 083), а середній дохід на одну сім'ю — 65 879 доларів (медіана — 62 652). За межею бідності перебувало 8,0 % осіб, у тому числі 12,7 % дітей у віці до 18 років та 7,4 % осіб у віці 65 років та старших.
Цивільне працевлаштоване населення становило 627 осіб. Основні галузі зайнятості: освіта, охорона здоров'я та соціальна допомога — 22,3 %, науковці, спеціалісти, менеджери — 21,4 %, роздрібна торгівля — 12,4 %, виробництво — 10,8 %.